# سوزي شوك
سوزي شوك (من مواليد 6 ديسمبر 1968) هي ممثلة وكاتبة ومغنية أرجنتينية تعرف نفسها على أنها فنانة لاتينية أمريكية متحولة جنسيا.

## السيرة شخصية
ولدت سوزي شوك في حي بالفانيرا، وسط بوينس آيرس، لأب من مقاطعة لا بامبا وأم من توكومان.
نشرت عام 2011 قصيدة ترانس بيرادو وريلاتوس أون كانيكالون. كتبت أعمدة في Soy - الملحق المتنوع لصحيفة Página / 12 الأرجنتينية.
ساهمت في مجلات ثقافية مثل صندوق صامت (من جامعة قرطبة الوطنية) وواسكا وكوير أرتزين والفلفل الحار (من أوشوايا) وكولادا.
كانت بعض نصوصها جزءًا من تجميع La bombacha apretaba sus testículos. تجولت مع الحفل الموسيقي الشعري بويماريو ترانس بيرادو في جميع أنحاء البلاد وأمريكا اللاتينية.
ظهر في العدد الأول من مجلة كليتوريس (2011) الرسوم المتحركة «سوبر شيفا» لسوزي شوك وروبين جاونا. وفقًا لمدونة AV Comics المتخصصة، فإنها تحكي «قصة مهاجر مخنث يواجه تعصبًا مزدوجًا. القصة لديها الذكاء لتقدم نفسها على أنها تشابه مع الحياة المزدوجة للأبطال الخارقين الذين يجب أن يحملوا» هوية سرية«. شيء باختصار، هو ما يحدث لبطل الرواية».
تكتب حاليًا أعمدة كل شهر في مجلة MU (التابعة لجمعية لافاكا التعاونية) ورواية متسلسلة - تُنشر في Maten al Mensajero - بعنوان La Loreta. ابتداءً من نوفمبر 2013، ظهرت في المسلسل الإذاعي Crianzas، من إنتاج تعاونية Lavaca.

## النشاط
كانت شوك جزءًا من الجبهة الوطنية لقانون الهوية الجنسية، وهو تحالف يضم أكثر من خمسة عشر منظمة تروج للعقوبة على المستوى الوطني لقانون يضمن تكييف جميع الوثائق الشخصية مع الهوية الجنسية والاسم الذي يختاره الناس، والوصول إلى العلاجات الطبية لأولئك الذين يطلبون التدخلات على أجسامهم.
وافق البرلمان الأرجنتيني على قانون الهوية الجنسية في 9 مايو 2012 وأصدره الرئيس كريستينا فرنانديز دي كيرشنر بعد بضعة أيام، ليصبح أحد أكثر القوانين تقدمًا في هذا الموضوع على المستوى الدولي.

## افلام
في عام 2013، تألقت سوزي شوك في أندريا. Un melodrama rioplatense من إخراج إدغار دي سانتو. تم تقديم الفيلم في العديد من المهرجانات الدولية خلال عام 2014، بما في ذلك مهرجان Pink Latino السينمائي في تورنتو ومهرجان Gay Pride في ريو دي جانيرو.
في عام 2016، قدمت لأول مرة Deconstrucción، وسجلات سزي شوك، من إخراج صوفيا بيانكو. فازت بجائزة أفضل فرقة موسيقية في مهرجان جويز دي فورا «الخطة الأولى» في البرازيل، وجائزة أفضل فيلم قصير وطني وجائزة الجمهور في مهرجان كوير دي لا بلاتا في الأرجنتين، وإشارة خاصة في مهرجان سوريا في بوينس آيرس 12 مارس. مهرجان بلاتا الدولي للسينما المستقلة (مارفيشي). تقوم حاليًا بجولة في مهرجانات في أمريكا اللاتينية وأوروبا.

## موسيقى
في نوفمبر 2014، أصدرت شوك ألبومها الأول بعنوان Con mi carro Voy وبدأت جولة في البلاد وأمريكا اللاتينية.

## الجوائز والأوسمة
في 29 أبريل 2014، تم الاعتراف بـ بويماريو ترانس بيرادو من قبل الهيئة التشريعية لمدينة بوينس آيرس، أعلن عن الاهتمام الثقافي لتعزيز حقوق الإنسان والدفاع عنها.
في ديسمبر 2015، تلقت تنويهًا خاصًا لأغنيتها "Con mi carro Voy" في حفل جوائز التانغو والفولكلور الوطني 2011-2014.
في نوفمبر 2017، حصلت على التقدير السنوي لمؤسسة أجندة المرأة في مجال النوع الاجتماعي.

## حياة خاصة
سوزي شوك لديها ابنة واحدة ولدت عام 1991. تعيش مع شركائها إدواردو وموريسيو.

## روابط خارجية
- الموقع الرسمي
- سوزي شوك في قاعدة بيانات الأفلام على الإنترنت